# Кенія Комершиал Банк (футбольний клуб)
Футбольний клуб «Кенія Комершиал Банк» або просто «Кенія Комершиал Банк» (англ. Kenya Commercial Bank Sports Club) — професіональний кенійський футбольний клуб з міста Найробі.

## Історія
У 1993 році Комерційний банк Кенії заснував футбольну команду, яка була названа на честь засновника та її головного спонсора. У 1994 році команда дебютувала в Другому дивізіоні провінціональної ліги Найробі, наступного року — виступав вже в першому дивізіоні Провінціональної ліги Найробі. У 1996 році команда виграла Провінціональну лігу Найробі та вийшла до Кенійської національної ліги. Наступного року «Кенія Комершиал Банк» фінішувала на 5-у місці в чемпіонаті та дісталася півфіналу Золотого кубку Мої, де поступилася лише майбутньому володарю трофея «Ельдорету КСС». У 1998 році ККБ виграє Суперлігу та виходить до Прем'єр-ліги Кенії, в якій провела декілька сезонів. За підсумками сезону 2015 року посіла 15-е місце та понизилася в класі. У 2001 році клуб знову виходить до півфіналу національного кубку, де поступається (0:3) «Матаре Юнайтед». У сезоні 2003/04 років ККБ виходить до фіналу кубку Прозорості, де обігрує (1:0) «Тхіку Юнайтед» завдяки єдиному голу. У 2013 році під керівництвом Джуми Абдаллаха «Кенія Комершиал Банк» продемонстрував найкращий результат у Прем'єр-лізі, посівши 4-е підсумкове місце. А нападник клубу Джейкоб Келі з 17-а голами став найкращим бомбардиром чемпіонату. Гравці та тренери ККБ також отримали нагороди від Прем'єр-ліги: окрім «золотої бутси», Джейкоб Келі визначений найкращим гравцем року, Джума Абдалла — найкращим тренером, а Браян Осумба — найкращим півзахисником. У 2018 році команда отримала можливість повернутися до еліти кенійського футболу, обігравши у матчі плей-оф «Таланту» (2:0).
У клубу також є регбійна, баскетбольна та волейбольна команди, які виступають у вищих дивізіонах чемпіонату Кенії. Окрім цього, жіноча волейбольна команда клубу вважається однією з найсильніших команд країни. Команда має власний стадіон у Рараці, Найробі, який регбійна команда клубу використовує як домашню спортивну арену.
Окрім інших секцій, ККБ має також власне шахове відділення.

## Досягнення
- Кубок президента Кенії
  -  Володар (1): 2004

## Інші відділення

### Регбі
Регбійна команда була створена 1989 року, на базі гравців клубу «Кенія Брюверіс», який розформували того ж року.

#### Досягнення
- Кубок Кенії
  -  Володар (3): 2005, 2006, 2007

### Волейбол
Функціонує жіноча та чоловічі команди. На жіночому Кубку світу 2017 року 4-и гравчині ККБ виступали в складі національної збірної Кенії.

### Баскетбол
Баскетбольна секція клубу відома під назвою «Кенія Комершиал Банк Лайонз» (скорочено — ККБ Лайонз). Клуб вигравав чемпіонат Кенії 2001 та 2007 років. Жіноча команда відома під назвою «ККБ Лайонезз».